# قرية جبل علي
قرية جبل علي هي حي في بلدة جبل علي، في جنوب دبي، الإمارات العربية المتحدة. وهي قيد التطوير حالياً من قبل نخيل العقارية.

## التاريخ
بُنيت قرية جبل علي عام 1977 لتوفير السكن لموظفي مقاولي البناء. في هذا الوقت، خطّط الشيخ راشد بن سعيد آل مكتوم لتطوير قرية جبل علي في منطقة صناعية بها مطار وميناء وبلدة خاصة بها. كان الهدف هو البعد عن وسط دبي؛ يعني أن الهدف أن تكون قرية جبل علي مكتفية ذاتياً، مما يجعل السكان يرتبطون ارتباطاً قوياً بالمنطقة، حتى بعد مغادرتهم. بنيت القرية وفق الطراز البريطاني مثل جاردن سيتي. نفذ المشروع وفق فكرة السير وليام هالكرو وشركاه، وعملت كنموذج أولي لمزيد من المناطق السكنية شبه المستقلة في دبي مثل تلال الإمارات والحدائق.
وقد بدأ البناء لإعادة تطوير قرية جبل علي عام 2008 وكان من المتوقع أن يكتمل بحلول عام 2013. كان من المقرر هدم الفيلات الموجودة فيها لإعطاء مساحة للفلل الجديدة. تم التخطيط لقرية جبل علي عند الانتهاء لتشمل المرافق التجارية والمجتمعية ومحلات تجارة التجزئة، وتوسيع الحديقة المركزية الحالية لتمتد على مساحة 12 هكتاراً. ومع ذلك، تم تعليق المشروع، بسبب الأزمة المالية العالمية 2008-2009، مما أثر على دبي بشدة. بدلا من ذلك، أعلنت شركة نخيل عام 2013 أن الشركة تعتزم تجديد الفيلات القائمة.
في عام 2021، تم الإعلان عن تطوير قرية جبل علي المعزولة سابقا لإفساح المجال للفيلات الفاخرة. أعطي المستأجرون الحاليون مدة سنة للانتقال، وأرسلت لهم إخطارات الإخلاء مسبقاً. وضعت خطط لإعادة التطوير مع بناء الفيلات الكبيرة.

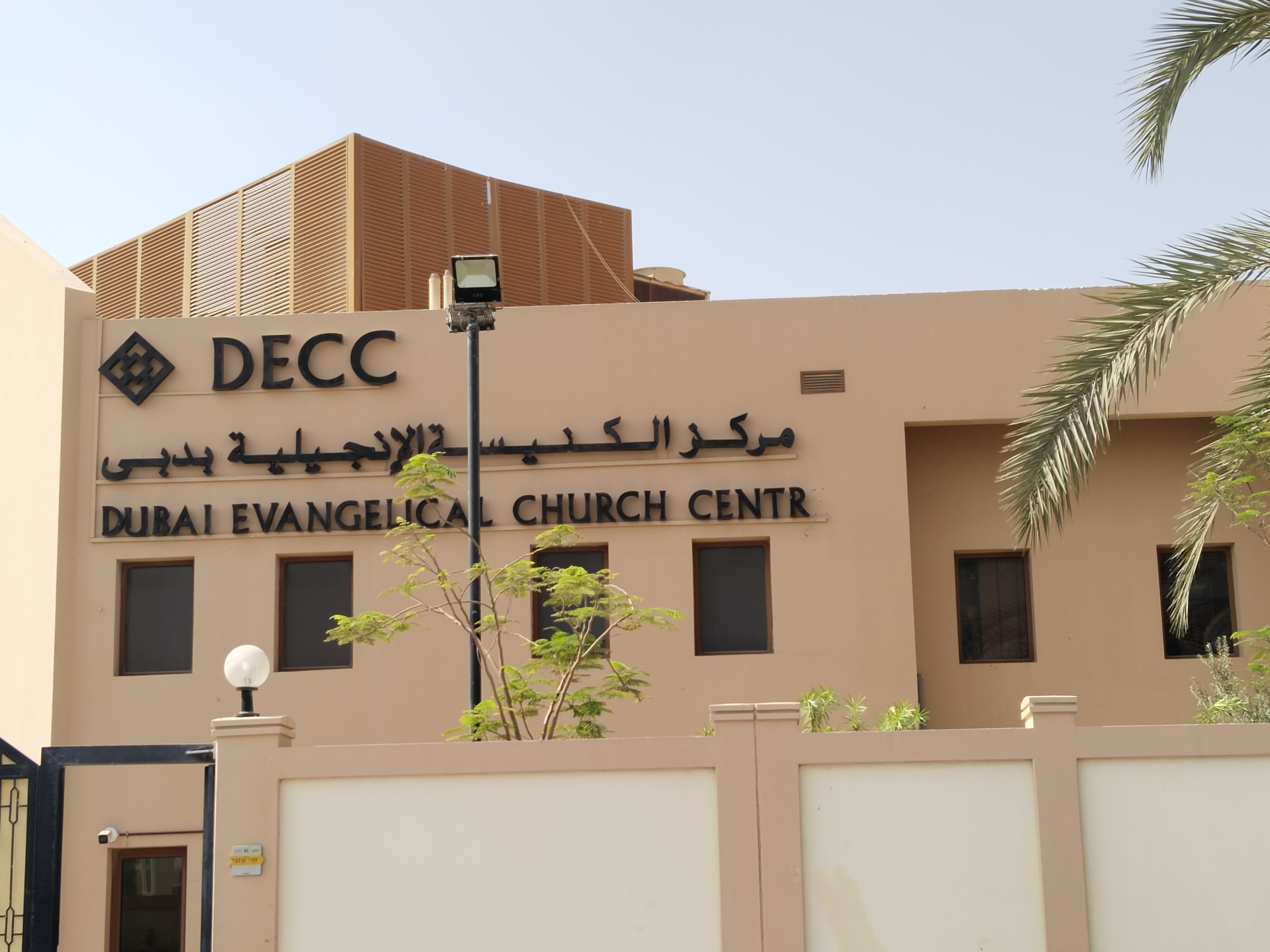
مركز دبي للكنيسة الإنجيلية، قرية جبل علي

## الموقع
فى الشمال توجد الحدائق وحدائق ديسكفري. وفي الشرق يوجد الفرجان. والجنوب هو المنطقة الصناعية في جبل علي. في الشمال الغربي يوجد ابن بطوطة مول ومحطة مترو ابن بطوطة والخط الأحمر من مترو دبي، كما توجد كنيسة القديس فرنسيس الأسيزي، وكنيسة الاتحاد المسيحية في دبي جنباً إلى جنب مع الكنائس والمعابد الأخرى، في مجمع الكنائس.

## مجمع الكنائس
مجمع الكنائس في قرية جبل علي، عبارة عن منطقة تضم عددًا من الكنائس والمعابد للطوائف الدينية المختلفة، وخاصة الطوائف المسيحية.
تشمل الكنائس والمعابد الموجودة في المجمع ما يلي:
- كنيسة القديس فرنسيس الأسيزي الكاثوليكية
- كنيسة المسيح كنيسة جبل علي الأنجليكانية
- مركز الكنيسة الإنجيلية بدبي (DECC)
- كنيسة القديس مينا للأقباط الأرثوذكس
- كنيسة مار توما الرعوية
- كاتدرائية مار إغناطيوس اليعقوبي للسريان الأرثوذكس
- أبرشية كنيسة الروم الأرثوذكسية
- معبد جوروناناك دربار دبي للسيخ
- المعبد الهندوسي، جبل علي